# Tom Valter
Tom Valter es un jinete estadounidense que compitió en la modalidad de doma. Ganó una medalla de plata en los Juegos Panamericanos de 1991, en la prueba por equipos.

## Palmarés internacional
| Juegos Panamericanos | Juegos Panamericanos | Juegos Panamericanos | Juegos Panamericanos |
| Año                  | Lugar                | Medalla              | Categoría            |
| -------------------- | -------------------- | -------------------- | -------------------- |
| 1991                 | La Habana (Cuba)     | Medalla de plata     | Por equipos          |